# Svetlana Cârstean

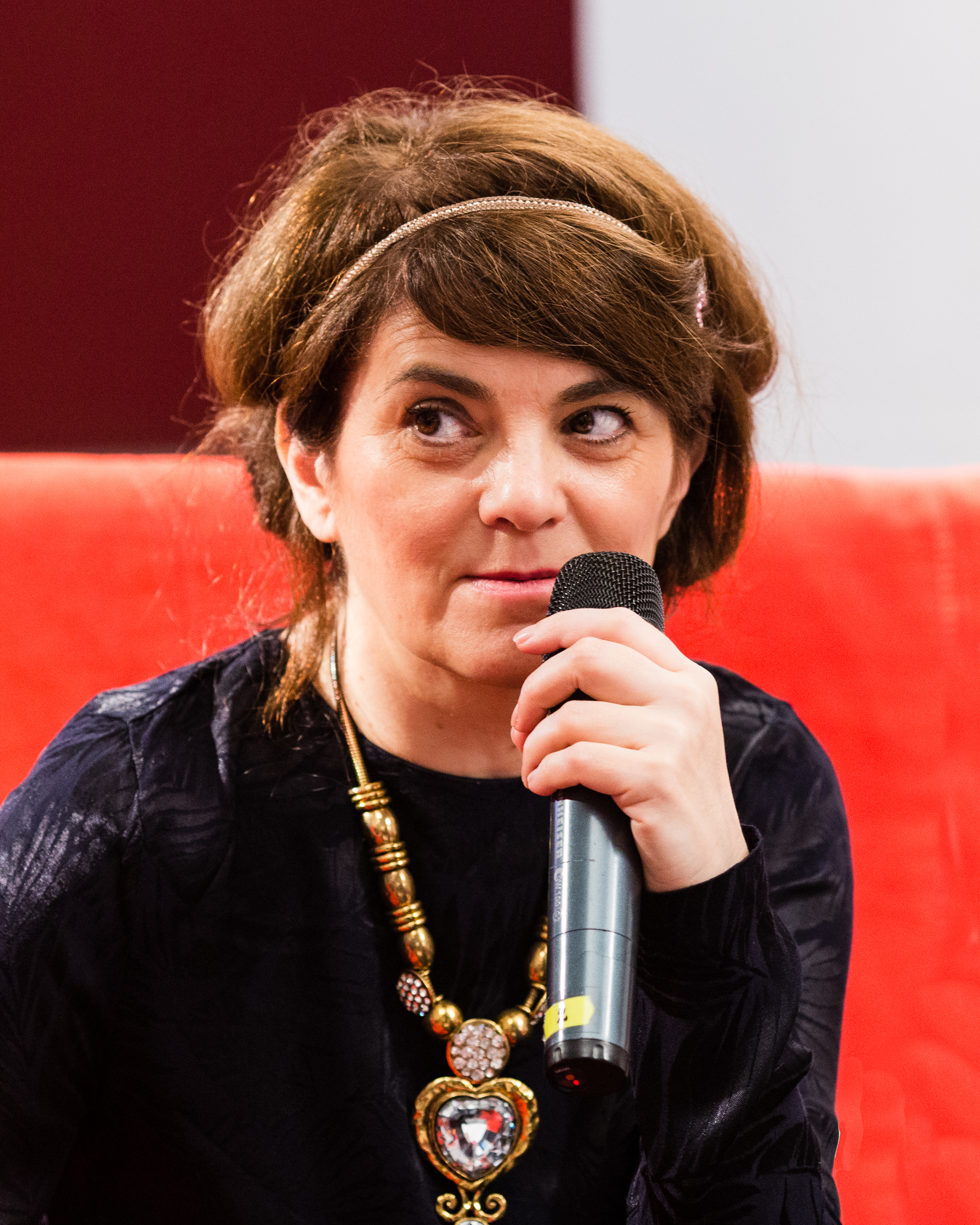
Svetlana Cârstean, 2019

Svetlana Cârstean (n. 18 februarie 1969, Botoșani, România) este o scriitoare, traducătoare și jurnalistă română. 

## Biografie
Svetlana Cârstean s-a născut pe 18 februarie 1969 în Botoșani. A fost membră cofondatoare a cenaclului Central de la Facultatea de Litere din București. A făcut parte din cenaclul Litere, coordonat de scriitorul Mircea Cărtărescu. A publicat pentru prima dată poemul Floarea de menghină în 1995, în volumul de debut colectiv Tablou de familie (alături de Sorin Gherguț, Răzvan Rădulescu, Cezar Paul-Bădescu, Mihai Ignat și T. O. Bobe). A publicat de-a lungul anilor articole, interviuri și poeme în Dilema, Observator Cultural, România literară, Adevărul literar și artistic.

## Carieră literară
Lansarea volumului de debut individual, Floarea de menghină (Ed. Cartea Românească, București, 2008), a fost amânată cu zece ani de către autoare. Floarea de menghină a fost publicată, în Suedia, în traducerea poetei suedeze Athena Farrokhzad, sub titlul Skruvstädsblomman. La șapte ani de la debut, în 2015, Svetlana Cârstean publică Gravitație, al doilea volum de poezie. În 2016, apare la Stockholm, Trado, publicată de editurile Albert Bonnier și Rámus și scrisă împreună cu poeta Athena Farrokhzad. Despre Trado, Maria Küchen scria în Sydsvenskan: ”Trado e o carte deschizatoare de drumuri. Prin ea e anulată, o dată pentru totdeauna, imaginea romantică a poetului ca eu suveran și a poeziei ca îndeletnicire solitară. În sfârșit e confirmată evidența – aceea că nu putem citi și scrie unii fără alții. Trado reprezintă o schimbare de paradigmă. Și e firesc! În centrul sistemului solar al literaturii nu există un eu poetic individual, ci doar textul!“ Trado a apărut în traducere în Polonia (Editura Lokator), în Danemarca (Editura Amulet), în Norvegia (Editura H//O//F), în Spania (Editura Kriller71) și Argentina (Editura Zindo&Gafuri).
În 2016, Svetlana Cârstean a fost invitata Institutului Cultural Român la Noaptea Literaturii Europene de la București. Începând din 2015 Svetlana Cârstean a găzduit anual seria de întâlniri Intersecțiile de miercuri, evenimente cu un format mixt de conferințe, dezbateri și lecturi publice. La Intersecțiile de miercuri  au fost invitați de-a lungul timpului Florin Iaru, Angela Marinescu, Dan Perjovschi, Radu Vancu, Elena Vlădăreanu, Vasile Leac, Ana Maria Sandu, Alex Tocilescu, Mihai Șora, Anne-James Chaton, ș.a.
În 2022 a participat la Rezidența Literară La Două Bufnițe, Timișoara, alături de Slađana Nina Perković, laureata cu mențiune specială a Premiului Uniunii Europene pentru Literatură ediția 2022.

## Debut
- Tablou de familie, volum colectiv, 1995.[3]

## Volume publicate
- Floarea de menghină, Ed. Cartea Românescă, București, 2008;[10]
  - Traducere în suedeză: Skruvstädsblomman, Editura Rámus, 2013 ISBN: 9789186703240;
- Povești cu scriitoare și copii, antologie coordonată de Alina Purcaru, Editura Polirom, Iași, 2014;
- Gravitație, Editura Trei, București, 2015;
- Trado, carte scrisă împreună cu poeta suedeză Athena Farrokhzad, Editura Albert Bonnier&Editura Rámus, Stockholm, 2016. În traducere românească apărută la Editura Nemira, București, 2016.
- Sînt alta, Editura Nemira, București, 2021.
- Restul, Editura Nemira, București, 2025.

## Traduceri
Neige Sinno, Tristul tigru, traducere de Svetlana Cârstean, Editura Trei, 2024.
Virginie Despentes, Dragă nemernicule, Editura Trei, 2024.
Athena Farrokhzad, Albdinalb, Editura Trei, 2013.
Meyer-Stabley Bertrand, 12 creatori care au schimbat istoria, trad. Svetlana Cârstean. București: Baroque Books &Art, 2015;
Druvert, Helene, O mică plimbare cu Marry Poppins, trad. Svetlana Cârstean. București: Arthur, 2018;
Sahel, Claude (coord.), Toleranța: pentru un umanism eretic, trad. Svetlana Cârstean. București: Trei, 2001

## Premii
- Premiul Național „Mihai Eminescu” pentru poezie Opera Prima, 2008[12]
- Premiul Radio România Cultural pentru poezie[13]
- Premiul de debut al revistei România literară[14]
- Premiul Uniunii Scriitorilor din România pentru debut[15]

## Aprecieri critice
- Mircea Cărtărescu, Simona Popescu,[16] Mircea A. Diaconu, Ion Bogdan Lefter.[necesită citare]